# Leni Parker
Pour les articles homonymes, voir Parker.
Leni Parker (née le 5 novembre 1966) est une actrice canadienne née au Nouveau-Brunswick. Elle est surtout connue pour son interprétation de Da'an dans la série Invasion planète Terre.

## Biographie
Après avoir passé sa jeunesse au Nouveau-Brunswick, Leni Parker part à Montréal pour suivre des cours d'acteur à l'Université Concordia.

## Filmographie

### Cinéma
- 1990 : You're Driving Me Crazy : Alice
- 1992 : Double Trafic (Canvas) : Simone
- 1994 : Mrs Parker et le Cercle vicieux (Mrs. Parker and the Vicious Circle) : Béatrice Kaufman
- 1995 : Planète hurlante (Screamers) : caporal McDonald
- 1997 : L'Éducation de Little Tree (The Education of Little Tree) : Martha
- 1997 : Contrat sur un terroriste (The Assignment) : une réceptionniste
- 1997 : Hémoglobine (Bleeders) : Baby Laura
- 1997 : Laserhawk : la serveuse
- 1998 : Le Pavillon de l'oubli (The Sleep Room) : Sadie Rothenberg
- 1998 : Nico la licorne (Nico the Unicorn) : la bibliothécaire
- 2000 : Eisenstein : Anya
- 2000 : Stardom
- 2005 : Le Boss (The Man) : la caissière
- 2008 : Le Mur d'Adam : Anita Levy
- 2008 : Et après (Afterwards) : une employée
- 2009 : Mr. Nobody : un professeur
- 2009 : Esther (Orphan) : une infirmière
- 2020 : Mon année à New York (My Salinger Year) de Philippe Falardeau : Pam

### Télévision
- 1994 : Les Jumelles Dionne (Million Dollar Babies) : Dixie
- 1994 : Fais-moi peur ! (Are You Afraid of the Dark?) : une policière
- 1995 : Hiroshima : Margaret Truman
- 1995 : Une petite fille particulière : une hôtesse
- 1995 : Les Anges de la ville (Sirens) : un docteur (1 épisode)
- 1997 : Lassie : Lucy (4 épisodes)
- 1997 : Les Prédateurs (The Hunger) : la reporter
- 1997 : Moustaches (Whiskers) : la réceptionniste
- 1997 : Le Meilleur du pire (The Best Bad Thing) : l'infirmière
- 1997 - 2002 : Invasion planète Terre (Earth Final Conflict) : Da'an